# Aldino
Aldein tiếng Ý: Aldino; Archaic (1928-1955 CN): Valdagno di Trento; Archaic (1340 CN): Aldein; Archaic (1170 CN): Aldinum; Archaic (1160 CN): Aldeni) là một đô thị ở tỉnh Bolzano-Bozen trong vùng Trentino-Alto Adige/Südtirol của Ý, có vị trí cách khoảng 40 km về phía đông bắc của thành phố Trento và khoảng 15 km về phía nam của thành phố Bolzano. Tại thời điểm ngày 31 tháng 12 năm 2004, đô thị này có dân số 1.674 người và diện tích là 63.2 km².
Đô thị Aldein có các frazione (đơn vị cấp dưới) Redagno (Radein).
Aldein giáp các đô thị: Bronzolo, Carano, Daiano, Montan, Deutschnofen, Auer, Truden và Varena.
| Ngôn ngữ    | 1991   | 2001   |
| ----------- | ------ | ------ |
| tiếng Đức   | 98,84% | 98,38% |
| tiếng Ý     | 0,97%  | 1,37%  |
| tiếng Ladin | 0,19%  | 0,25%  |